# Komet Tuttle-Giacobini-Kresák
Komet Tuttle-Giacobini-Kresák (uradna oznaka je 41P/Tuttle-Giacobini-Kresák ) je periodični komet z obhodno dobo okoli 5,4 let. Pripada Jupitrovi družini kometov.

## Odkritje
Komet je odkril 3. maja 1858 ameriški astronom Horace Parnell Tuttle (1839 - 1923). Ponovno sta ga neodvisno odkrila francoski astronom Michel Giacobini (1873 – 1938) v letu 1907 in slovaški astronom Ľubor Kresák (1927 – 1994) v letu 1951.

## Lastnosti
Premer jedra kometa je 1,4 km 

## Pojav kometa leta 2006
V začetku julija 2006 je komet imel magnitudo 10, nahajal pa se je na meji ozvezdij Raka in Leva. Komet je bil zanimiv zato, ker je kazal močne izbruhe.